# Rainfeld (Gemeinde St. Veit)
Rainfeld ist eine Ortschaft und eine Katastralgemeinde in der niederösterreichischen Marktgemeinde St. Veit an der Gölsen mit 778 Einwohnern (Stand 1. Jänner 2024).

## Geografie
Rainfeld befindet sich zwischen Sankt Veit und Rohrbach an der Gölsen und wird von der Gölsen durchflossen. Von Süden her fließt der Halbach ins Gölsental und mündet bei Rainfeld in die Gölsen. Der Ort liegt auf einer Seehöhe von 391 m ü. A..

## Geschichte
Laut Adressbuch von Österreich waren im Jahr 1938 in Rainfeld ein Fleischer, ein Friseur, fünf Gastwirte, vier Gemischtwarenhändler, drei Holzhändler, ein Konsumverein, ein Landesproduktehändler, ein Ofenerzeuger, ein Rauchfangkehrer, ein Schmied, zwei Schneiderinnen, drei Schuster, ein Viktualienhändler, ein Wagner und einige Landwirte ansässig.

## Siedlungsentwicklung
Zum Jahreswechsel 1979/1980 befanden sich in der Katastralgemeinde Rainfeld insgesamt 105 Bauflächen mit 49.568 m² und 91 Gärten auf 47.596 m², 1989/1990 gab es 110 Bauflächen. 1999/2000 war die Zahl der Bauflächen auf 710 angewachsen und 2009/2010 bestanden 335 Gebäude auf 748 Bauflächen.

## Öffentliche Einrichtungen
In Rainfeld gibt es einen Kindergarten.

## Bodennutzung
Die Katastralgemeinde ist landwirtschaftlich geprägt. 144 Hektar wurden zum Jahreswechsel 1979/1980 landwirtschaftlich genutzt und 40 Hektar waren forstwirtschaftlich geführte Waldflächen. 1999/2000 wurde auf 114 Hektar Landwirtschaft betrieben und 47 Hektar waren als forstwirtschaftlich genutzte Flächen ausgewiesen. Ende 2018 waren 105 Hektar als landwirtschaftliche Flächen genutzt und Forstwirtschaft wurde auf 48 Hektar betrieben. Die durchschnittliche Bodenklimazahl von Rainfeld beträgt 37,8 (Stand 2010).

## Persönlichkeiten
- Eberhard Heider (1876–1943), Schlossergehilfe, Politiker und Abgeordneter zum Landtag von Niederösterreich
- Hans Gratzer (1941–2005), Schauspieler, Regisseur und Theaterleiter, verbrachte hier seinen Lebensabend